# Никодије Стефановић
Никодије Стефановић (Београд, 16. децембар 1848 — Крф, 23. август 1918) био је српски генерал, који је учествовао у свим ратовима које је водила Кнежевина и Краљевина Србија. Био је председник Српског олимпијског комитета. У периоду од 1906. до 1907. био је председник Централног комитета Српске одбране надлежне за четничку акцију у Старој Србији и Македонији.

## Биографија
Рођен је 16. децембра 1848. године у Београду. Студирао је Војну академију у Београду. у периоду од 1866. до 1871. и одмах након завршетка унапређен је у потпоручника. Учествовао је у Првом српско-турском рату 1876. као командант батерије у победоносној бици за Бабину главу. Са својом батеријом учествовао је и у бици на Ђунису. Након окончања рата био је командандир 1. батерије Дунавског артиљеријског пука.
Као државни питомац 1880. упућен је на специјализацију у Аустрију. Унапређен је 1881. у чин капетана. Од 1882. био је у штабу Дунавског артиљеријског пука, а 1884. прекомандован је на службу књиговође у артиљеријском одељењу министарства одбране.
Године 1885, постављен је за управника крагујевачке Тополивнице и унапређен у чин мајора. Учествовао је у Српско бугарском рату 1885. у артиљеријском одељењу Врховне команде. Након окончања Српско-бугарског рата био је управник одељења у Тополивници, а 1887. постављен је за референта артиљерије Тимочке дивизије, да би онда исте године био постављен за шефа ремонтног одсека артиљеријско-техничког одељења.
Године 1890, постављен је за првог команданта Артиљеријске подофицирске школе, а 1891. унапређен у чин потпуковника. Исте године постављен је за команданта Дунавског артиљеријског пука. Поново је од 1894. до 1896. био командант Артиљеријске подофицирске школе. У јесен 1896. постављен је за команданта Тимочког пољског артиљеријског пука, Постављен је 1897. Постављен је у чин пуковника. Од 1897. до 1900. био је начелник инвалидског одељења министарства одбране. Након тога постављен је за команданта Тимочке дивизијске области и онда за председника артиљеријског комитета. Пензионисан је 1902. године.
Крајем 1906. српска влада га је поставила за председника Централног комитета Српске одбране за помоћ Србима у четничкој акцији у Старој Србији и Македонији. Поново је активиран 1907. када је унапређен у чин генерала и када је постављен за инспектора артиљерије. 1909. је постављен за команданта Моравске дивизијске области, а онда је децембра 1909. по други пут био пензионисан. Српски олимпијски комитет основан је 23. фебруара 1910, а за првог председника Српског олимпијског комитета изабран је Никодије Стефановић.
Када је почео Први балкански рат поново је постављен за команданта Моравске дивизијске области. У Балканским ратовима и у Првом светском рату био је командант Моравске дивизије, све до повлачења на Крф. Постављен је за команданта свих српских трупа на Крфу.
Преминуо је 11/23. августа 1918. на Крфу.